# Nanocladius ortsi
Nanocladius ortsi är en tvåvingeart som beskrevs av Lehmann 1979. Nanocladius ortsi ingår i släktet Nanocladius och familjen fjädermyggor.
Artens utbredningsområde är Kongo. Inga underarter finns listade i Catalogue of Life.